# غريزغورز شرايبر
غريزغورز شرايبر (بالبولندية: Grzegorz Schreiber)‏ هو سياسي بولندي، ولد في 14 فبراير 1961 في بيدغوشتش في بولندا. نشط حزبياً في حزب العدالة والقانون البولندي. وقد انتخب عضو سيم ‏.